# Josephine Grundsethová
Josephine Grundsethová (nepřechýleně Josephine Grundseth; roz. Gurine Grønbech 9. června 1841 v Trondheimu – 30. října 1918 v Hamaru) byla norská fotografka.

## Životopis
Byla provdána za hodináře Theodora Grundsetha, narozeného v roce 1835 v Elverumu. Zdá se, že Josephine Grønbechová pracovala jako fotografka v Christianii, než se vdala. Dochovalo se několik fotografií s jejím dívčím jménem z let 1860-1870. Kolem roku 1870 se přestěhovali do Lillehammeru, o čemž prameny uvádí, že Theodor Grundseth byl v roce 1870 hodinářem a v roce 1875 fotografem a hodinářem. Snímky mají na zadní straně: "Photography af Josephine Grundseth, Lillehammer". V Gjøviku inzerovala: „Pokud bude krásné počasí, bude se fotografovat zde v ateliéru“ a v tmavém zimním období musel být podnik pravděpodobně uzavřen. V roce 1880 měla několik inzerátů v místním tisku, kde oznamovala, že provozuje ateliér v budově poštmistra Jørgensena Veuma.
V roce 1882 ona a její syn Christian emigrovali do USA, její manžel odešel již předtím a ona přenechala ateliér v Lillehammeru Charlottě a Inger Barthovým, které se u ní obě vyučily. Společnost pak několik let vedly společně. Asi od roku 1890 spravovala studio Karen Grytheová a v roce 1935 jej kupil Einar Valdø, který jej provozoval až do roku 1963, kdy zaniklo. Společnost tak existovala téměř 100 let.
Ve Spojených státech zůstala Josephine Grundsethová nejprve v New Yorku a v Chicagu, kde její manžel, který se stal americkým občanem, zemřel, než se ona a její syn přestěhovali do Waterfordu ve Wisconsinu. Syn Christian zde provozoval fotografickou firmu. Měl také pobočku v Mukawongu, pár mil od Waterfordu. Oba se v roce 1898 přestěhovali zpět do Norska.
Snímky autorky se nacházejí mimo jiné v knihovně Královské norské společnosti věd, Národní knihovně a muzeu Gamle Bergen.

## Galerie

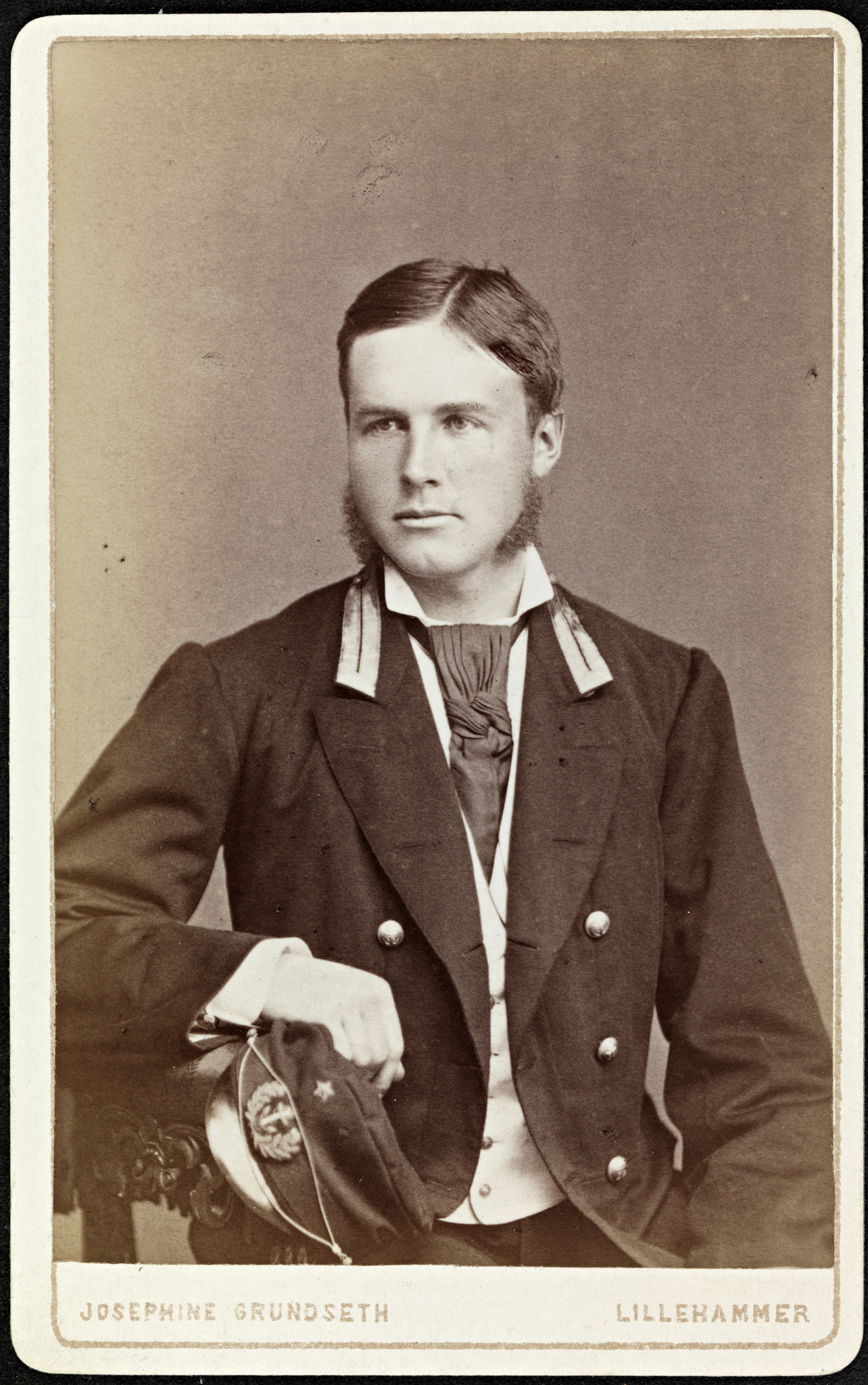
Carl Sofus Lumholtz
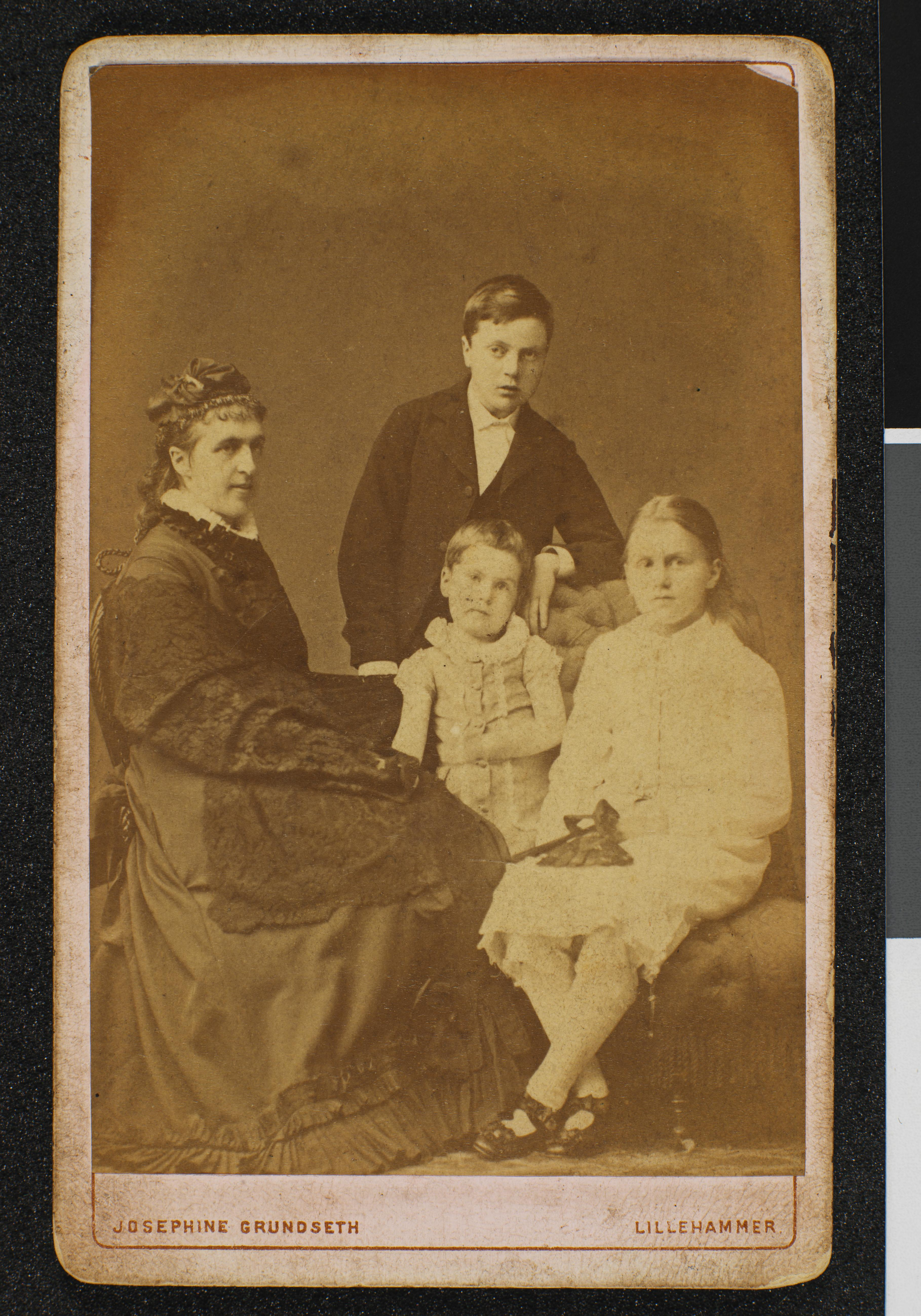
Karoline Bjørnson med barna Erling, Dagny og Bergliot
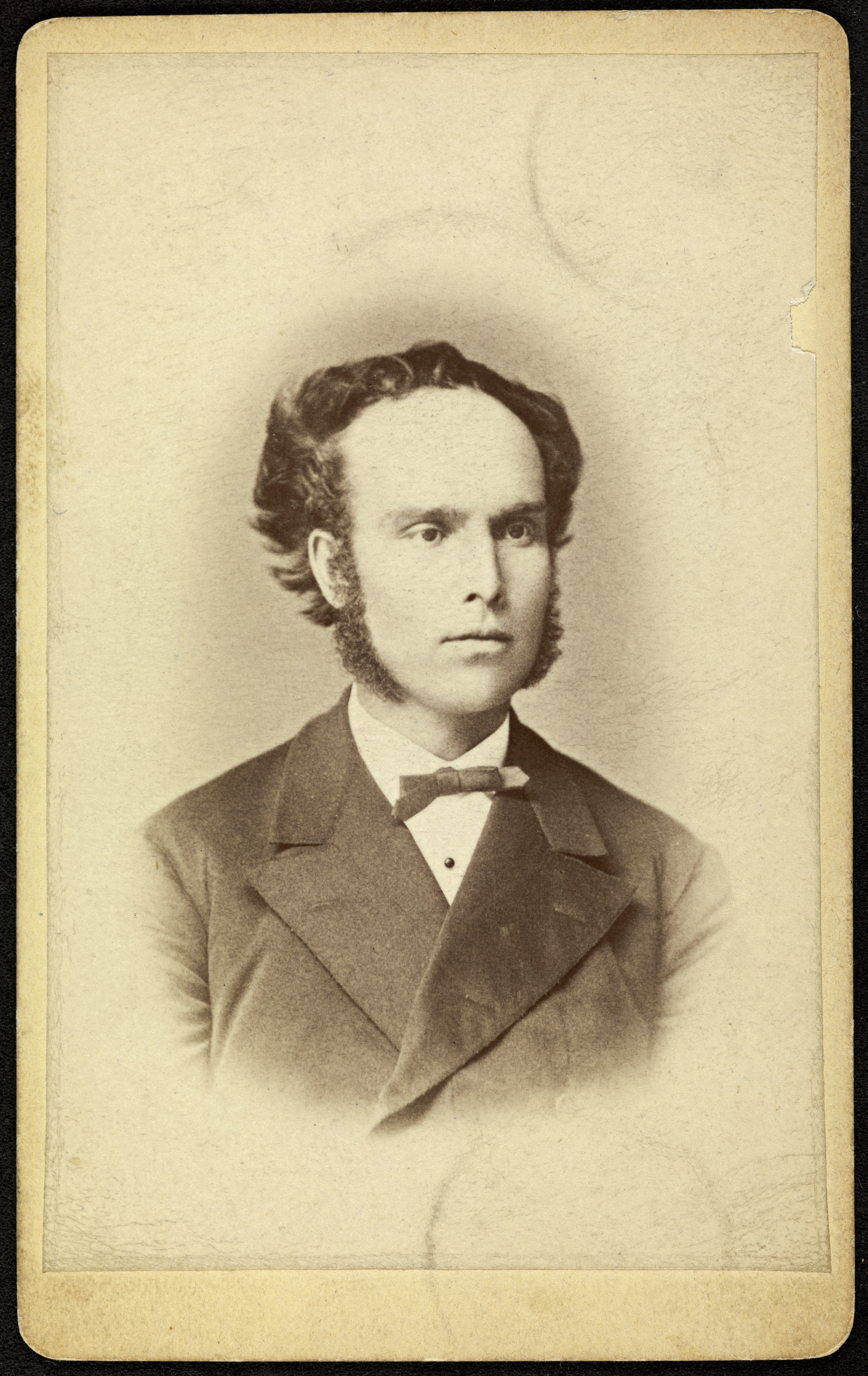
Lars Olsen Skrefsrud (1840-1910)